# 키요키바 슌스케
기요키바 슌스케(清木場俊介, 1980년 1월 11일 ~ )는 일본의 남성 싱어송라이터이다. EXILE의 이전 보컬이기도 하다.

## 내력
- 2001년 9월, EXILE의 보컬 'SHUN'으로 데뷔했다.
- 2004년에 오자키 유타카의 트리뷰트 앨범에 참가하는 등 솔로 활동을 시작해, 2005년에는 솔로 가수로 데뷔했다.
- 2006년 3월에 EXILE에서 탈퇴.